# Ґанок
Ґа́нок (через пол. ganek від сер-в.-нім. ganc ), або рунду́к, присінки, присінок, рідко ґа́нки — зовнішня прибудова (часто крита) при вході до будівлі, у вигляді трохи піднятого над землею майданчику перед дверима будинку, через яку здійснюється вхід і вихід із житлового приміщення. Може мати навіс, дашок на стовпах (такий ґанок також називається «присінками», «присінком»), огородження. Якщо дверний проріз розташований високо, то ґанок має сходи. Крім практичної потреби (захист входу від атмосферних опадів) має і декоративну функцію — часто навіс, поруччя та інші частини ґанку виконуються з використанням різьблення або прикрашені в інший спосіб.

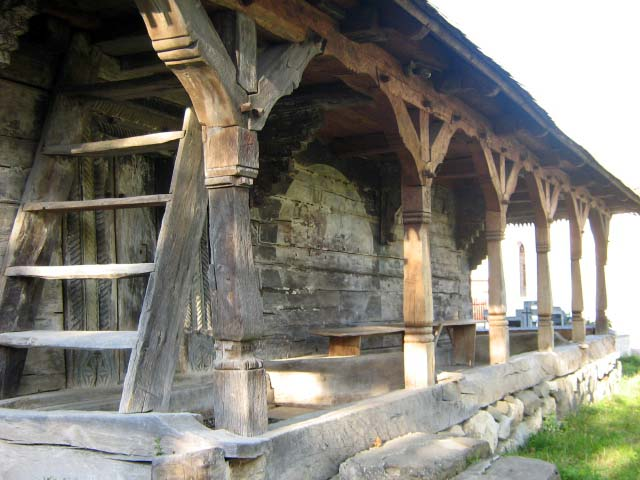
Ґанок внутрішній (Румунія).

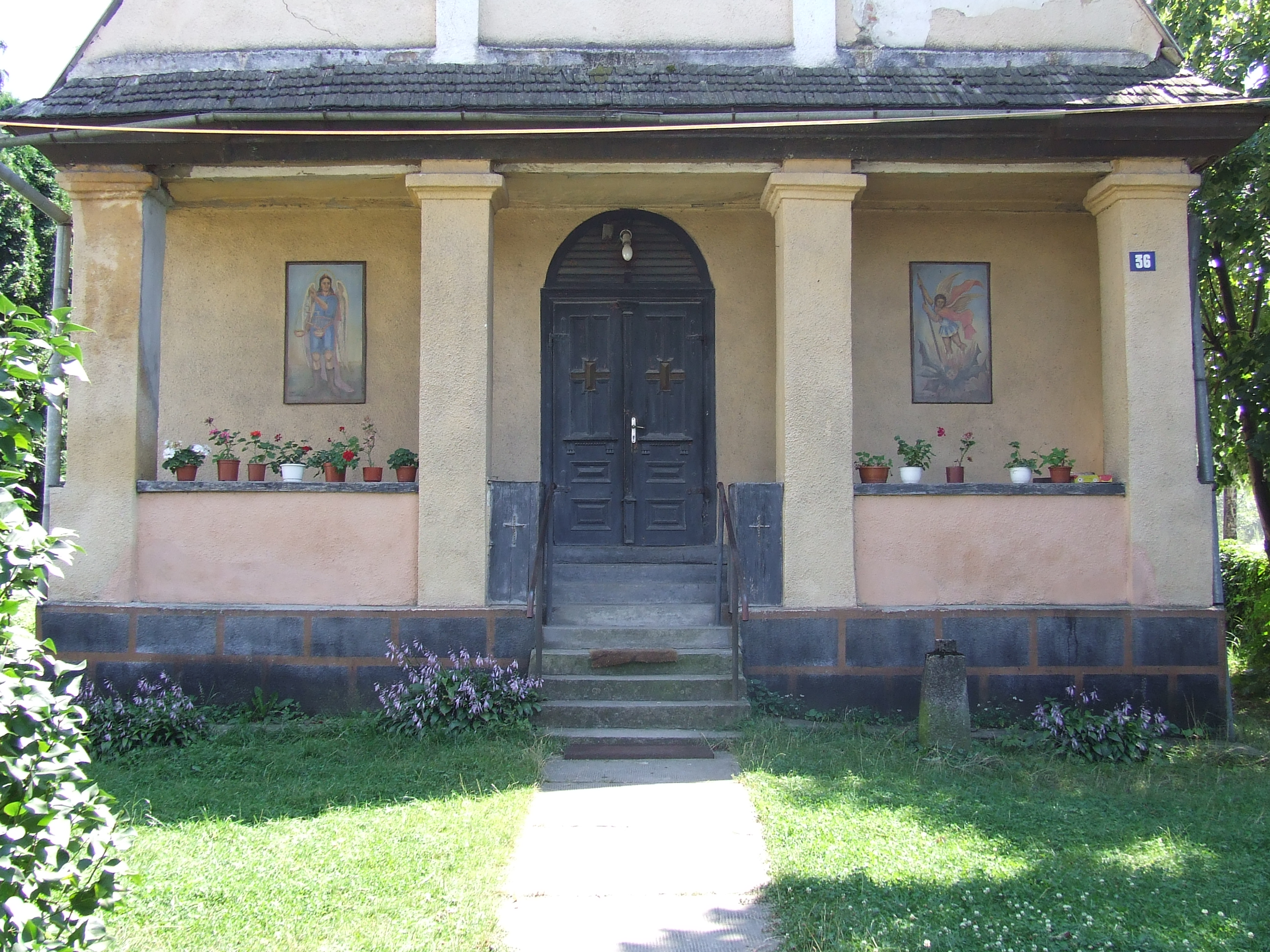
Ґанок (Румунія).

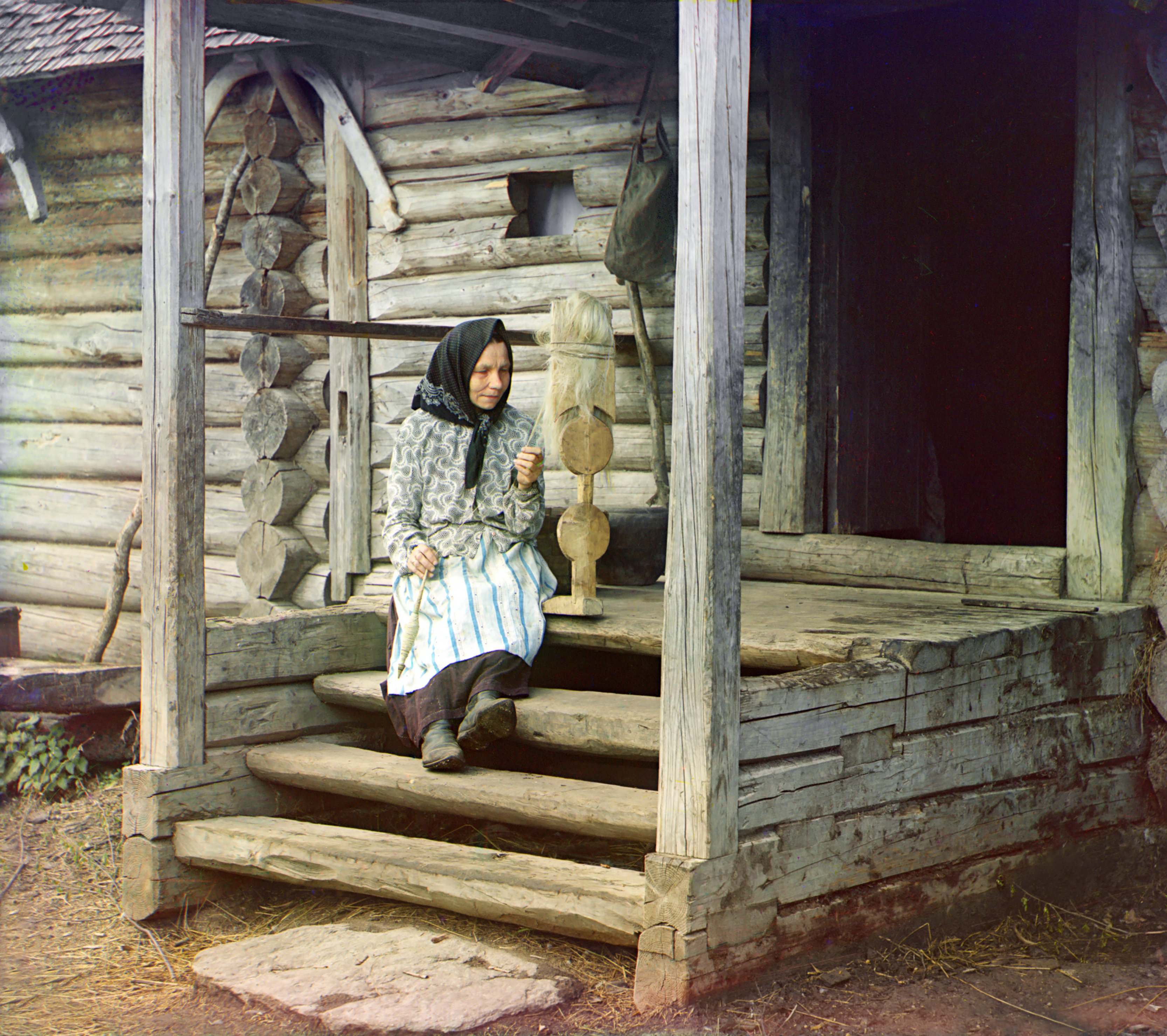
Дерев'яний ґанок російської рубленої хати. Село Ізведово, Тверська губернія. Фото С. М. Прокудіна-Горського, 1910

Також легка галерея вздовж усієї передньої, а іноді й бічної стіни хати з самостійним дашком.

## Види
Крім того, існують:
- ґанок відкидний — такий, що розташовується перед зовнішніми сходами і не прилягає безпосередньо до будівлі. Широке розповсюдження отримав у архітектурі Росії XVI–XVII ст.
- ґанок внутрішній — такий, коли дві-три сходинки знаходяться зовні будинку, а інші — в сінях або тамбурі.
- ґанок двосходовий — високо розташований ґанок, на який можна піднятися сходами з двох протилежних боків.
- ґанок двійчастий — у вигляді симетрично розташованих на різних боках споруди.

## У мистецтві
- У пісні Сергія Жадана «Мальви»: «Квітнуть мальви на маминому ґанку. Я в трьох країнах сидів за хуліганку».[7]